# Butwal
Butwal (en népalais : बुटवल) est une ville du Népal, chef-lieu de la zone de Lumbinî et située dans le district de Rupandehi. Au recensement de 2011, la ville comptait 118 462 habitants.